# Лілі Конг
Лілі Конг (кит. трад.: 江莉莉; піньїнь: Jiāng Lìlì; нар. 6 лютого 1965) — сінгапурський географ та 5-та президентка Сінгапурського університету менеджменту (SMU). Вона є першою жінкою та сінгапурським академіком, яка очолила сінгапурський університет. У вересні 2020 року Конг була включена до списку 25 видатних жінок-лідерів в Азіатсько-Тихоокеанському регіоні згідно зі списком Asia's Power Businesswomen від Forbes.

## Кар'єра
Конг отримала ступінь бакалавра в Національному університеті Сінгапуру (NUS) в 1986 році і через два роки закінчила магістратуру. У 1991 році отримала ступінь доктора філософії в Університетському коледжі Лондона. Того ж рокі стала викладачем кафедри географії в NUS та працювала деканом факультету мистецтв і соціальних наук з 2000 по 2003 рік. Вона також обіймала інші керівні посади в університеті, зокрема декана університетської наукової програми, віце-проректора (з питань освіти) та директора Asia Research Institute.
У вересні 2015 року Конг приєдналася до Сінгапурського університету менеджменту (SMU) на посаду проректора та професора кафедри соціальних наук. На початку 2019 року вона змінила бельгійського вченого Арну де Мейєра на посаді президента SMU, ставши першою жінкою, що очолила сінгапурський університет. Як президент SMU, Конг зосередилися на підвищення якості студентів та викладачів університету, розробці освітніх програм, посиленні впливу університетських досліджень і реформуванні політики освітнього закладу щодо сексуальних домагань.
Конг також є членом Комісії з питань державної служби Сінгапуру з січня 2009 року.
У вересні 2020 року Конг була включена до списку 25 видатних жінок-лідерів в Азіатсько-Тихоокеанському регіоні згідно зі списком Asia's Power Businesswomen від Forbes. У січні 2022 року Forbes включив її до свого списку 50 Over 50: Asia жінок старше 50 років, чиї дії вплинули на глобальний вплив.

## Наукова діяльність
Конг працювала редактором або членом міжнародних редакційних консультативних рад понад 15 журналів, у тому числі Social and Cultural Geography та Dialogues in Human Geography. Вона також є редактором серії Pacific Rim Geographies: Studies on Contemporary Culture, Environment, Cities and Development (Routledge), співголовна редакторка серії ARI-Springer Asia та радниця книжкової серії The Politics of Popular Culture in Asia Pacific (University of Illinois Press та Hong Kong University Press). Вона є автором та співатором 19 книг і монографій, а також понад 150 статей у міжнародних рецензованих журналах і розділів у книгах. Сфера її наукових інтересів включає релігію, культурну політику та креативну економіку, національну ідентичність, глобалізацію та міграцію, а також соціальне конструювання природи та навколишнього середовища.

## Вибрані праці

### Книги
- Kong, L. and Woods, O. (2016) Religion and Space: Competition, Conflict and Violence in the Contemporary World. London: Bloomsbury. 199 pp.
- Kong, L., Ching, C-H, and Chou, T-L. (2015) Arts, Culture and the Making of Global Cities: Creating New Urban Landscapes in Asia, Cheltenham: Edward Elgar, 260 pp.
- Kong, L. (2011) Conserving the Past, Creating the Future: Urban Heritage in Singapore, Singapore: Straits Times Press, 260 pp.
- Kong, L. (2007) Singapore's Hawker Centres, Singapore: Singapore National Printers, 176 pp.
- Kong, L., and Yeoh, B. S. A. (2003) The Politics of Landscape in Singapore: Constructions of «Nation», Syracuse: Syracuse University Press, 254 pp.
- Winchester, H, Kong, L., and Dunn, K. (2003) Landscapes: Ways of Imagining the World, Harlow: Pearson, 2003, 206 pp.
- Kong, L., and Chang, T. C. (2001) Joo Chiat: A Living Legacy, Singapore: Editions Didier Millet, 152 pp.
- Perry, M, Kong, L., and Yeoh, B. S. A. (1997) Singapore: A Developmental City-State, World Cities Series. Chichester: John Wiley, 339 pp.
- Briffett, C., Kong, L., Yuen, B. K. P., and Sodhi, N. S. (1997) The Planning and Ecology of Park Connector Systems in Urban Areas, Singapore: National University of Singapore, 115 pp.
- Kong, L., Low, S. A., and Yip, J. (1994) Convent Chronicles: History of a Pioneer Mission School for Girls in Singapore, Singapore: Armour Publishing, 220 pp.

## Нагороди та відзнаки
Національні
- NUS Faculty of Arts and Social Sciences Teaching Excellence Award
- NUS Outstanding University Researcher Award
- National Book Development Council of Singapore Book Award
- Pingat Pentadbiran Awam (Perak) (2020)
- Bintang Bakti Masyarakat (Public Service Star) (2020)

Міжнародні
- Почесний доктор університету Лафборо
- Commonwealth Fellowship Award
- Fulbright Fellowship Award
- Association of American Geographers Robert Stoddard Award for Distinguished Service